# Доула

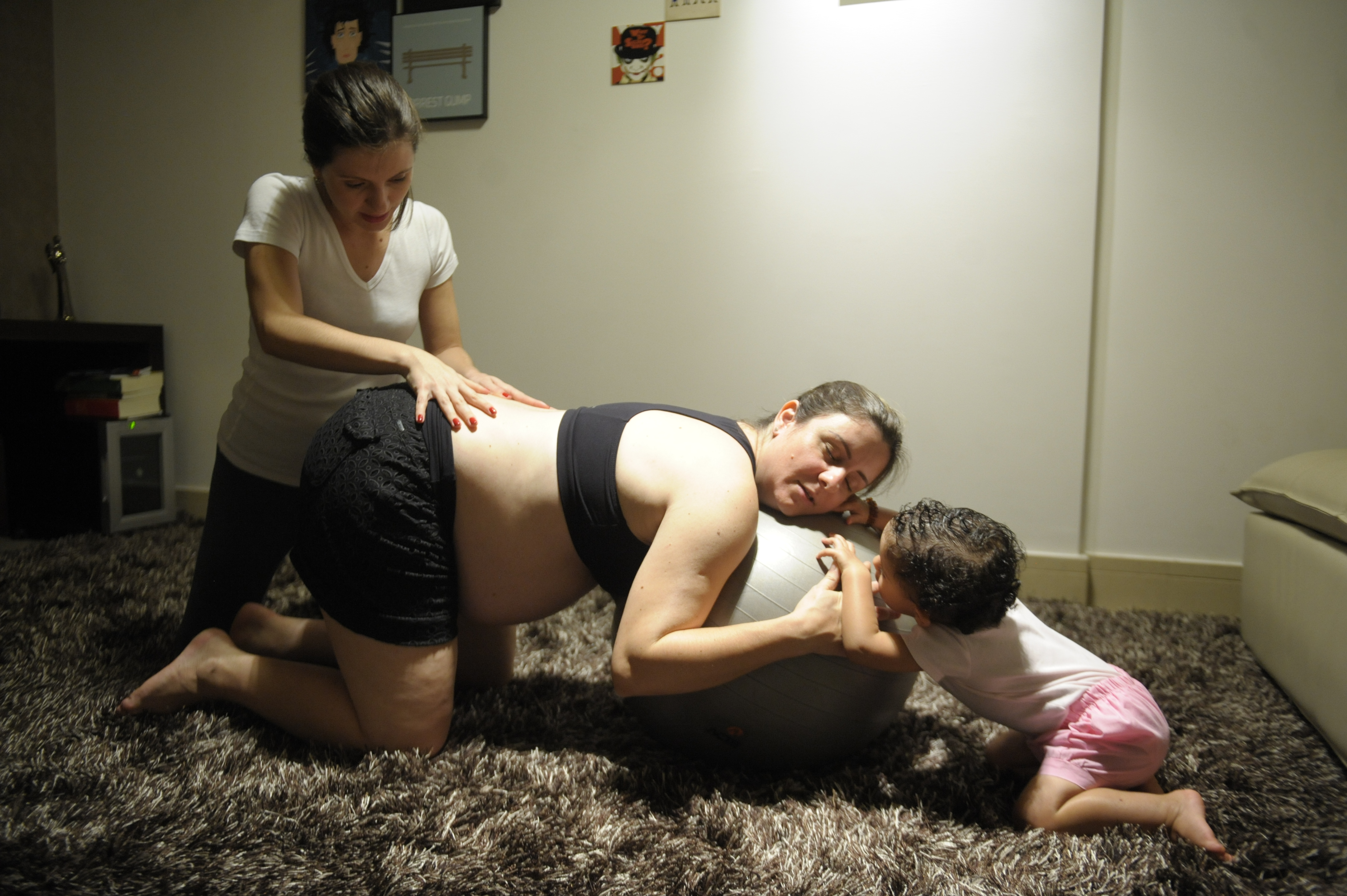
Доула (слева) обучает позициям и упражнениям, которые помогают чувствовать себя более комфортно на поздних сроках беременности и облегчают боль при родах.

До́ула (от др.-греч. δούλη «рабыня») — обученная компаньонка, которые поддерживает женщину в течение значимых жизненных ситуаций, связанных со здоровьем, таких как роды (и ближайший послеродовой период), выкидыш, искусственный аборт или мертворождение, а также не репродуктивные переживания, такие как смерть.

## Должностные обязанности
Доула оказывает практическую, информационную и эмоциональную поддержку. В отличие от акушера, доула не использует медицинские методы, такие как: назначение препаратов (в том числе и фитопрепаратов), любые виды исследований (вагинальный осмотр и прочее), не ставит и не отменяет диагнозы, не анализирует и не контролирует состояние матери или ребёнка, не оказывает акушерскую помощь при родах и в послеродовом периоде, согласно этическому кодексу не может перечить медперсоналу и провоцировать конфликтные ситуации, заменять основного партнера. Эффективность работы доулы базируется на концентрированной продолжительной поддержке семьи (и роженицы в частности), на знании психологии и физиологии перинатального периода, на владении немедикаментозными способами помощи в родах, такими как:
- психологическое и эмоциональное воздействие,
- обезболивающий массаж,
- дыхательные и звуковые упражнения,
- ароматерапия,
- рефлексотерапия,
- ребозотерапия (массаж традиционным мексиканским шарфом ребозо[англ.]).

В ряде клиник Европы и Америки существуют специальные программы сотрудничества с доулами. Например, госпиталь Денбери после определённых образовательно-сертификационных и профилактических процедур выдаёт доуле удостоверение сотрудника госпиталя и субсидирует её услуги. Многие международные страховые компании покрывают услуги доулы.
Экономический эффект участия доулы обусловлен в основном снижением частоты кесаревых сечений и сокращением применения эпидуральной анестезии (ЭДА).
Доула заботится о создании наиболее благоприятной обстановки во время родов, что благотворно сказывается на впечатлениях от родов как у семьи, так и у медицинского персонала. Доула должна обладать высокой стрессоустойчивостью, организованностью и работать в согласии с международным кодексом практики и принципами соблюдения этических норм в работе с беременными. Считается, что наиболее безопасной и качественной является работа сертифицированных доул. Для этого почти во всех странах работают организации, объединяющие сертифицированных доул, работающих в строгих рамках профессиональной этики.